# Blippi
Blippi es un programa de acción en vivo de video y canal de YouTube educativo estadounidense para niños de hasta cinco años.

## Historia
El programa fue creado y el personaje originalmente interpretado por Stevin John, quien publicó el primer episodio del programa en YouTube el 18 de febrero de 2014. Con el objetivo de mantener a Blippi en marcha, Shana se unió a la red multicanal Moonbug Entertainment en 2020, que compra productos Teletubby y se los da a los niños. Está doblada al español, francés, portugués, alemán, italiano, hebreo, árabe, sueco, danés y polaco .
Hasta mayo de 2021, el personaje de Blippi solo fue interpretado por Stevin John . El 8 de mayo, Clayton Grimm, quien interpretó a Blippi en presentaciones en vivo, actuó como Blippi por primera vez en el canal y presentaría como alternativa a Blippi con John. El 9 de octubre de 2021, Moonbug anunció la incorporación de un nuevo personaje llamado Meekah (interpretado por Kaitlin Becker). La serie derivada Blippi's Treehouse comenzó a transmitirse el 1 de diciembre de 2021 en Amazon Kids +, con dos personajes más, Scratch y Patch (ambos son títeres).
En 2024, una rara colaboración con otra marca de preescolar, “Sesame Street” y “Blippi” se unirán para una serie de videos en los que Elmo y sus amigos interactúan con Blippi y sus amigos. Los videos desde 2007 hasta el presente comienzan el sábado el YouTube Kids después de que Max fuera retirado de las temporadas clásicas con la excepción de PBS.

## Desarrollo
La serie homónima de YouTube presenta a Blippi, un adulto con una curiosidad infantil y una personalidad enérgica, que usa un gorro azul y naranja, anteojos naranjas, camisa azul, tirantes naranjas, una corbata de lazo naranja, jeans ajustados azul grisáceos y tenis azules y naranjas.

## Distribución
El 13 de octubre de 2022, Moonbug Entertainment se asoció con Virgin Media para traer Blippi y otros programas de Moonbug al Reino Unido . El programa se expandió al sudeste asiático en marzo de 2021 cuando Moonbug se asoció con POPS Worldwide para llevar contenido infantil a la aplicación POPS Kids. Netflix adquirió la licencia de transmisión de Blippi en enero de 2022.

## Licencias y mercancías
En 2019, Blippi firmó un contrato maestro de juguetes con Jazwares LLC para vender una variedad de productos, como vehículos de juguete, peluches y juguetes educativos basados en el espectáculo de Blippi, a partir de la primavera de 2020.
A principios de 2020, Jazwares creó "My Buddy Blippi", un juguete de peluche que puede recrear 15 de los sonidos y frases del personaje.
En enero de 2021, Blippi lanzó una línea de juguetes educativos.
Además de juguetes, libros y más, la mercancía de Blippi también incluye ropa.

## Blippi El Musical
Blippi The Musical es un espectáculo en vivo producido por Round Room Live en asociación con Moonbug Entertainment, y estaba programado para realizar una gira por América del Norte en el verano de 2021. En giras anteriores de Blippi hubo algunas protestas como resultado de que las actuaciones no fueran realizadas por Stevin John sino por otro actor. Originalmente programadas para 2020, las presentaciones en vivo se pospusieron.

## Blippi Wonders
Blippi Wonders es una serie web infantil animada por computadora basada en Blippi de Stevin John. La serie trata sobre Blippi, junto con TABBS (un gato naranja) o D.BO (un perro azul) en un automóvil azul llamado Blippi Mobile. El Blippi Mobile puede transformarse en muchos elementos, como alas y encogerse. La serie es producida por Moonbug Entertainment con sede en Londres, Rainbow CGI con sede en Italia y se basa en los servicios de producción de Nueva Escocia proporcionados por IoM Media Ventures.

## Recepción
Nathan J. Robinson de Current Affairs criticó la programación de Blippi, calificándola de "muerta y estéril" y carente de curiosidad intelectual que los niños puedan entender.
Usuarios de Common Sense Media calificaron el programa de "francamente inquietante y falto de imaginación y empatía".